# Spółgłoska szczelinowa nagłośniowa dźwięczna
Spółgłoska szczelinowa nagłośniowa dźwięczna – rodzaj dźwięku spółgłoskowego występujący w językach naturalnych. W międzynarodowej transkrypcji fonetycznej IPA oznaczana jest symbolem: [ʢ]. Właściwie częstsza jest spółgłoska półotwarta nagłośniowa dźwięczna, którą można oznaczać symbolem [ʢ̞], kiedy niezbędne jest rozróżnienie. Żaden znany język naturalny nie traktuje tych dźwięków jak odrębne fonemy.

## Artykulacja
W czasie artykulacji podstawowego wariantu [ʢ]:
- modulowany jest prąd powietrza wydychanego z płuc, czyli jest to spółgłoska płucna egresywna
- tylna część podniebienia miękkiego zamyka dostęp do jamy nosowej, powietrze uchodzi przez jamę ustną (spółgłoska ustna)
- prąd powietrza w jamie ustnej przepływa ponad całym językiem lub przynajmniej uchodzi wzdłuż środkowej linii języka (spółgłoska środkowa)
- jest to spółgłoska nagłośniowa – fałdy nalewkowo-nagłośniowe zbliżają się do nagłośni. Szczelina czasem staje się na tyle wąska, że masy powietrza wydychanego z płuc przechodząc przez nie tworzą charakterystyczny dla spółgłoski szczelinowej szum.
- wiązadła głosowe drgają, spółgłoska ta jest dźwięczna

## Przykłady
Głoska ta jest obca językom indoeuropejskim. Występuje w:
- pewnych dialektach języka arabskiego (Odpowiada standardowemu /ʕ/ lub /ʔˤ/)[1]: تَعَشَّى [t̪ɑʢɑʃʃɐː] "jeść kolację"
- języku dargińskim